# Деандре Џордан
Хајланд Деандре Џордан Млађи (енгл. Hyland DeAndre Jordan Jr; Хјустон, Тексас, 21. јул 1988) амерички је кошаркаш. Игра на позицији центра, а тренутно наступа за Денвер нагетсе.

## Каријера
Освојио је НБА титулу са Денвер нагетсима у сезони 2022/23.

## Успеси

### Репрезентативни
- Олимпијске игре:  2016.
- Светско првенство до 19 година:  2007.

### Клупски
- Денвер нагетси:
  - НБА шампион (1): 2022/23.

### Појединачни
- НБА Ол-стар меч (1): 2017.
- Идеални тим НБА — прва постава (1): 2015/16.
- Идеални тим НБА — трећа постава (2): 2014/15, 2016/17.
- Идеални одбрамбени тим НБА — прва постава (2): 2014/15, 2015/16.